# Жужелска река
Жужелската река (на гръцки: Ζουζουλιώτικο ρέμα) е река в Егейска Македония, Гърция, ляв приток на Сарандапорос.

## Описание
Реката извира в Смолика, западно от връх Дели Ахмед (1810 m) и северно от връх Киркури (1860 m) от извора Галамбаца. Тече първоначално на изток, след това сменя посоката на североизток и под името Хелимоди е граница между Смолика на запад и Талиарос на изток и по нея върви пътят за Самарина. В местността Бразитика сменя посоката си на северозапад. Излиза в Жужелската котловина, минава източно от Жужел (Зузули) и поема в северна посока, като се влива в Сарандапорос западно от Борботско (Ептахори).
На реката има два каменни моста – Жужелският (1880 година) и Куцумбли, които са обявени за паметници на културата.